# Жегня
Жегня (словац. Žehňa) — село у Словаччині, Пряшівському окрузі Пряшівського краю.
Уперше згадується в 1330 році.
У селі є протестантський костел з половини 13 століття у стилі романсу, в 17 столітті прибудовано вежу.

## Географія
Розташоване у центральній частині східної Словаччини, на західних схилах Солоних гір біля витоків потока Балка. Протікає Дреновський потік.

## Населення
| Рік:            | 1994. | 2004.    | 2014.    | 2024.    |
| --------------- | ----- | -------- | -------- | -------- |
| Кількість осіб: | 674   | 859      | 1089     | 1399     |
| Різниця:        |       | +27,44 % | +26,77 % | +28,46 % |

| Рік:            | 2023. | 2024.   |
| --------------- | ----- | ------- |
| Кількість осіб: | 1353  | 1399    |
| Різниця:        |       | +3,39 % |

У селі проживає 1 079 осіб.
Національний склад населення (за даними останнього перепису населення — 2001 року):
- словаки — 97,99 %,
- цигани — 1,89 %.

Склад населення за приналежністю до релігії станом на 2001 рік:
- римо-католики — 69,94 %,
- протестанти — 20,25 %,
- греко-католики — 5,79 %,
- не вважають себе віруючими або не належать до жодної вищезгаданої церкви — 4,03 %.